# Trichocoryne
Trichocoryne, monotipski rod golavočika iz podtribusa Zinniinae, dio tribusa Heliantheae. Jedina vrsta je T. connata, zeljasta raslinja iz sjevernog Meksika (Durango, Sinaloa). Cvijet je bijel.
Rod i vrsta opisani su 1924.

## Sinonimi
Nema.